# Julien Wolfs
Julien Wolfs, né en 1983, est un claveciniste belge.

## Formation
Il débute le clavecin avec sa mère, Marie-Anne Dachy à l’Académie de Jodoigne,. Puis il étudie au Conservatoire Supérieur d’Amsterdam, au Conservatoire national supérieur de musique et de danse de Lyon et à l'IMEP Institut royal supérieur de musique et de pédagogie à Namur,. Ses professeurs sont Menno van Delft, Françoise Lengellé et Dirk Börner. Il a reçu également les conseils de Bob van Asperen, Annelie de Man, Blandine Rannou et Davitt Moroney.

## Carrière

### Enseignement
Titulaire d’un master de didactique en clavecin, il a enseigné au Conservatoire du Grand Avignon, au Conservatoire du Grand Belfort. Il enseigne depuis 2019 au Conservatoire du Grand Besançon ainsi qu’à  l’Ecole supérieure de musique de Bourgogne-Franche-Comté ,,.

### Ensembles
Il est fondateur et co-directeur artistique de l’Ensemble Les Timbres depuis 2007 avec Myriam Rignol et Yoko Kawakubo ,,. Il collabore activement avec le Ricercar Consort (Philippe Pierlot), Lingua Franca (Benoît Laurent), Stefanie Troffaes et l’ensemble For two to play,,,.

### Récompenses
- 2007 - 2nd prix ex-aequo du concours de clavecin de Bruges (MA Festival), prix du public et prix des éditions Minkoff[16].
- 2008 - 4e premio et prix du public au 10e Concours international de musique de chambre Premio Bonporti avec l'Ensemble les Timbres [17].
- 2009 - 1er prix du Festival de musique ancienne de Bruges et prix de la meilleure création contemporaine sous l’acronyme YoJu-Mi KaWoRi avec l'Ensemble les Timbres[18],[19].
- 2012 - prix Pro Musicis avec l'Ensemble les Timbres [17],[20].
- 2013 - 3e prix et prix du public du Internationale Telemann Wettbewerb à Magdebourg avec l'Ensemble les Timbres[21].

## Discographie

### Solo
- Variations Goldberg - Johann Sebastien Bach, 2024, choc classica de l'année[22].
- Méditation - Johann Jacob Froberger, 2016[23].

### Musique de chambre

#### avec Les Timbres
- La Gamme & autres morceaux de simphonie pour le violon, la viole et le clavecin - Marin Marais, 2022, diapason d'or [24].
- Sonate à doi, violine & viola da gamba con cembalo opus I & 2 - Dietrich Buxtehude, 2020, diapason d'or [25],[26].
- Concerts Royaux - François Couperin, 2018, diapason d'or [27],[28].
- La Suave melodia avec Harmonia Lenis - Andrea Falconieri,  Dario Castello, Giovanni Paolo Cima, Tarquinio Merula, Marco Uccellini, Giovanni Battista Buonamente, Giovanni Gabrieli, Giovanni Battista Riccio, Francesco Turini, Giovanni Martino Cesare, Agostino Guerrieri, 2015 [29]
- Pièces de Clavecin en concert, intégrale - Jean-Philippe Rameau, 2014 diapason d'or [30],[31].

#### avec le Ricercar Consort
- Soli Deo Gloria - Jean-Sébastien Bach, 2021[32].
- Imitatio - Biber, 2016[33].
- Resveries, pièces du livre V, Marin Marais, 2014[34].

#### avec Lingua Franca
- German Baroque Oboe Sonatas, 2012[35],[36].
- Lustige feld musik, Telemann; Fasch, Fischer, Müller, 2010[37].

#### avec d'autres ensembles
- A deux violes esgales, Sainte Colombe, Marin Marais - avec Myriam Rignol et Mathilde Vialle et la participation de Thibaut Roussel, 2020[38].
- Sonatas for Flute and Harpsichord, Jean-Sébastien Bach - avec Steffanie Troffaes, 2016[39],[40].

- For two to play - avec Marie-Anne Dachy, 2014[41].

## Publications
- D’accord ! pour comprendre les tempéraments et accorder son instrument, Delatour, 2017[42].